# Чавдар (име)
 Тази статия е за името.  За други значения вижте Чавдар.  
Чавдар е българско мъжко име, произлизащо от персийски и означава „големец, сановник“. В българския персийската дума cahdar е навлязла чрез турския и видоизменена покрай cavdar – „ръж“.